# Кајапинар
Кајапинар (тур. Kayapınar) је град у Турској у вилајету Дијарбакир. Према процени из 2009. у граду је живело 204.347 становника.

## Становништво
Према процени, у граду је 2009. живело 204.347 становника.
| 1990.  | 2000.  |
| ------ | ------ |
| 10.958 | 68.150 |